# Possad
Der Possad (russisch посад, deutsch Vorwerk, Vorstadt) bildete die einem Kreml vorgelagerte gewerbliche Vorstadt im mittelalterlichen Russland. Er befindet sich außerhalb der schützenden Kremlmauern. Der Possad unterstand einem zaristischen Statthalter und besaß eine Selbstverwaltung, welche mit der Dorfgemeinde, der Obschtschina, vergleichbar, jedoch nicht ganz so stark ausgeprägt war.

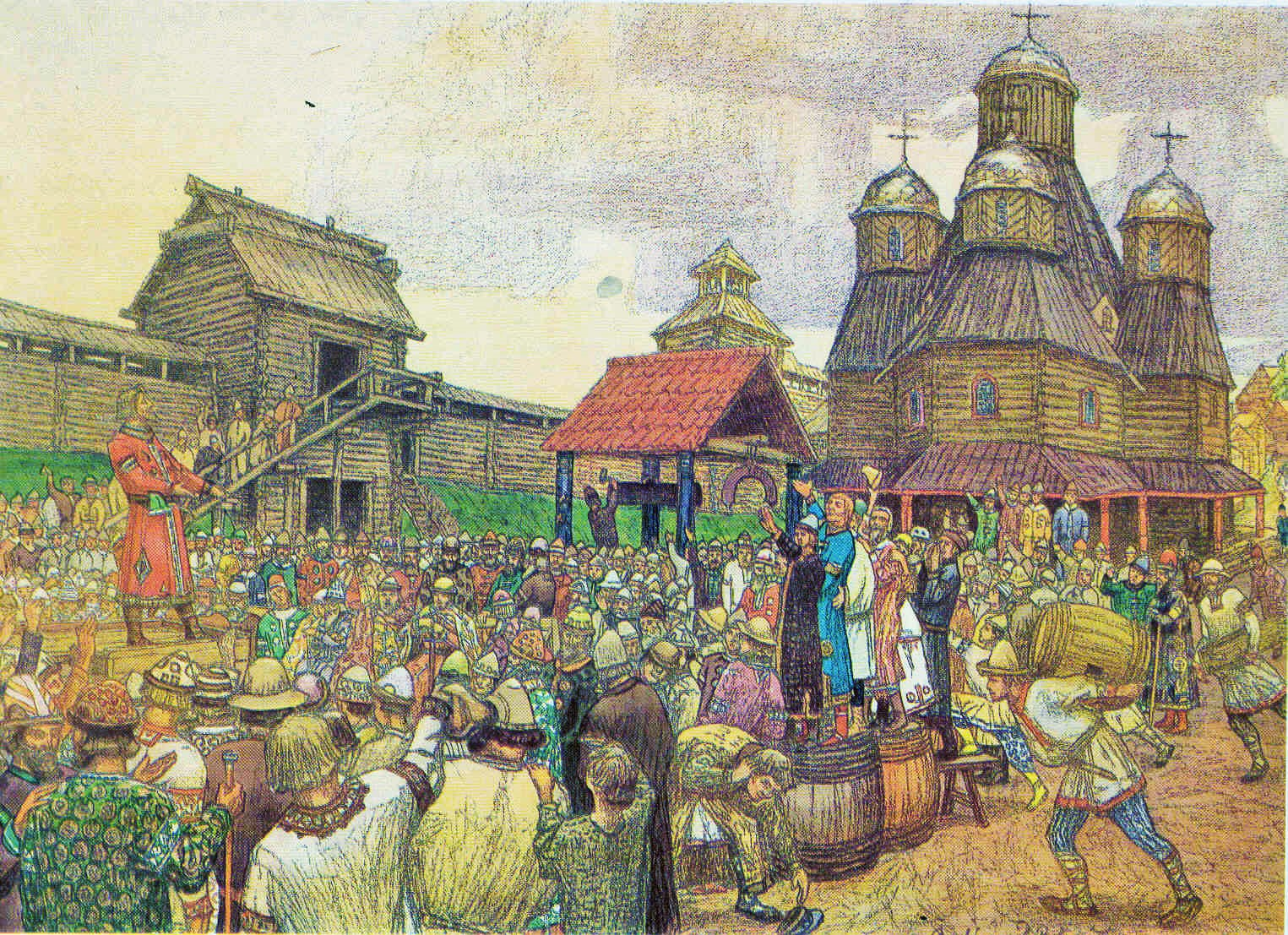
Ein Wetsche auf dem Marktplatz in Pskow

## Aufbau
Der außerhalb der Mauern liegende Possad konnte seinerseits mit einer Holzumfriedung oder Erdwall, mit äußeren Wasser- oder Pfahlgraben umgeben sein. Im Possad siedelten sich meistens die Kaufleute und Handwerker an, die dort ihre Waren auf dem Markt, dem Torg verkauften. Neben der Funktion eines Handelsplatzes, wurde der Marktplatz, nachweislich der Versammlungsplatz des Wetsche, der Volksversammlung, auch als politisches Forum, benutzt. Der Markt markierte den Mittelpunkt der Possad, um den sich die Häuser der Handwerker und Händler scharten. Diese gliederten sich nach bestimmten Handwerksberufen und in ethnischen Gruppen und schufen ihre eigenen kleinen Vororte (Slobody), meist mit einer Kirche oder einem Gewerbehof als Zentrum.
Charakteristisch war bis zum Ende des 17. Jahrhunderts eine uneinheitliche und enge Bebauung. Die Häuser und Gehöfte lagen selten an der Straßenlinie. Gebaut wurde ohne Beplanung, daneben dominierten einfache Holzhäuser, den russischen Isba, neben repräsentativen Steinhäusern (z. B. Klöster, Herrenhöfe der fürstlichen Gefolgsleute, Bojaren und Kaufleute) das Stadtbild. Aufgrund der dichten Bebauung mit Holzhäusern wurden die altrussischen Städte häufig von Feuersbrünsten heimgesucht, die die ganze Stadt restlos zerstören konnten. Wenn ein Brand ausbrach, suchte man vor allem den Fürstenhof und die in den Kirchen aufbewahrten Kostbarkeiten zu retten. Der Wiederaufbau wurde in solchen Fällen relativ schnell in Angriff genommen.
Charakteristisch für die Herrenhöfe waren ein großer räumlicher Umfang, stabile Bauweise, Neben- und Durcheinander der zahlreichen Wirtschafts- und Nebengebäude sowie der Wohnungen der Hofleute, des Gesindes (bis zu 700 Menschen) und der Höfe der abhängigen Handwerker. Der Gesamtkomplex des Hofes mit allen Gebäuden und Wirtschaftseinrichtungen wird in den Quellen meist als das Haus bezeichnet. Jeder solcher Hof stellte ein in sich abgeschlossenes Ganzes dar und war mit einer festen Schutzwehr umgeben. Diese großen feudalen Wohn- und Wirtschaftskomplexe hoben sich auffallend von den gewöhnlichen Bauten der Städter ab. 
Noch stärker hoben sich die Klöster und großen Kirchen mit den zugehörigen Grundstücken ab. Ein Kloster mit einer hölzernen, seltenen steinernen Schutzwehr, seiner Steinkirche, den Mönchszellen und Wirtschaftsgebäuden bildete oft eine Stadt innerhalb der Stadtmauern. 
Aber auch die Höfe der städtischen Handwerker und Handeltreibenden waren jeweils eine Wohn- und Wirtschaftseinheit für sich. Bei Ausgrabungen findet man neben dem Wohnhaus eines Stadtbewohners in der Regel auch seinen Viehhof. Daran schloss sich ein kleineres, mit einem Zaun eingefasstes Stück Land. Auch dieser Hof des Stadtbewohners ist in sich abgeschlossen und gegen die Außenwelt abgegrenzt.
Zwischen den einzelnen Vororten gab es immer wieder große, unbesiedelte Flächen.

## Vorkommen
Einige russische und ukrainische Ortsnamen enthalten heute noch das Wort Possad:
- Gawrilow Possad
- Mariinski Possad
- Pawlowski Possad
- Sergijew Possad

- Possad (Ukraine)